# Alekszandr Ivanovics Putyilov

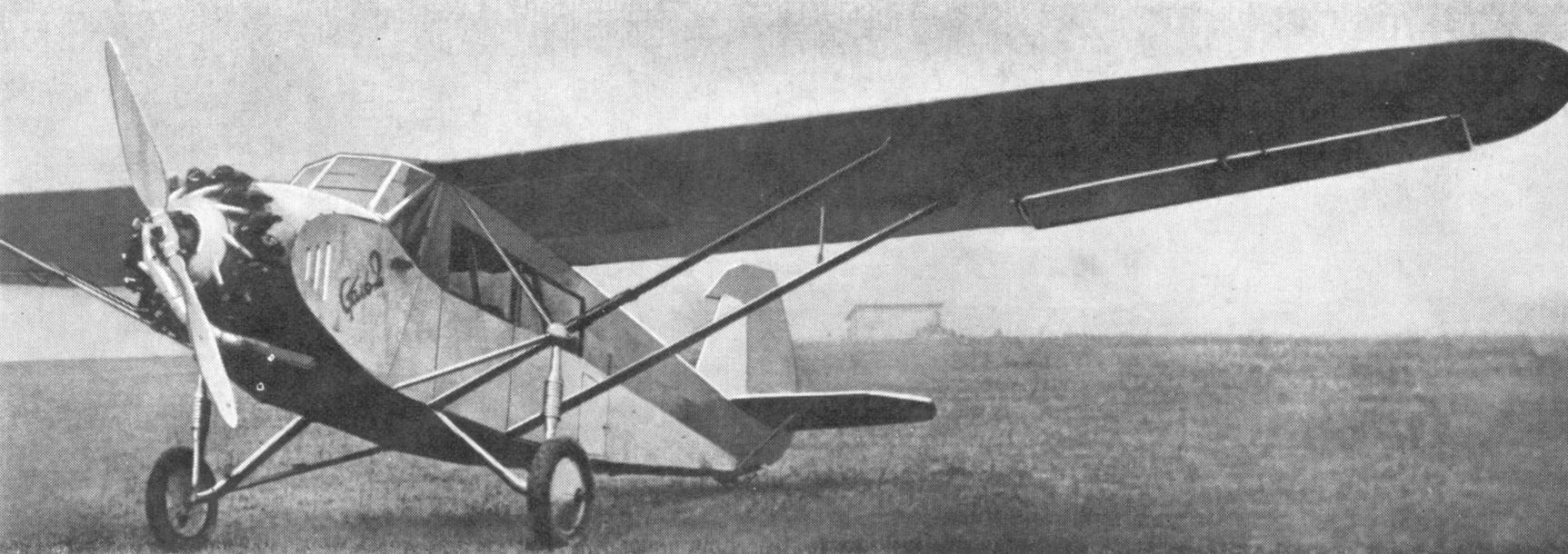
Putyilov Sztal–2 utasszállító repülőgépe

Alekszandr Ivanovics Putyilov (oroszul: Александр Иванович Путилов; Radom, 1893. április 21. – 1979) szovjet-orosz mérnök, repülőgép-tervező. Az 1920-as években Tupoljev tervezőcsoportjában dolgozott a CAGI-nál, majd 1955-től ismét Tupoljev tervezőiroda munkatársa volt.

## Életrajza
1893. május 3-án (Julián naptár szerint április 21-én) született az akkor az Orosz Birodalomhoz tartozó lengyelországi Radomban, ahol az apja katonatisztként szolgált. 1900-ban nyugdíjba vonult és a család a Tambovi kormányzóság területére költözött.
Putyilov a 3. sz. moszkvai kadétiskolában tanult, majd a Moszkvai Műszaki Főiskolána (napjainkban: Bauman Moszkvai Állami Műszaki Egyetem) gépészmérnöki végzettséget szerzett 1920-ban. A főiskoláról származik ismeretsége Zsukovszkijjal, aki még 1918-ban hívta a CAGI-hoz.
Az egyetem elvégzése után a CAGI-nál Tupoljev tervezőcsoportjában dolgozott, ahol részt vett Tupoljev korai fémépítésű repülőgépeinek, így az ANT–2, ANT–3, ANT–4, ANT–5 és ANT–6 létrehozásában.
1932-től a Tusinói Repülőgépgyár (82. sz. gépgyár) tervezőirodájának vezetője volt, ahol a vékony acéllemezekből készített fémépítésű utasszállító repülőgépek megalkotása és sorozatgyártásának megszervezése fűződik a nevéhez. Putyilov vezetésével készült 1931-ben Sztal–2, 1933-ban a Sztal–3, majd 1937-ben a Sztal–11 utasszállítók. Putyilov tervezte a különleges aerodinamikai kialakítású, csupaszárny elrendezésű Sztal–5 repülőgépet, amelyet azonban nem építettek meg, csak egy 1:4 méretarányú modellje repült.  1937-ben kinevezték a léghajók tervezésével foglalkozó iroda vezetőjévé.
1938-ban a sztálini megtorlások során szabotázs vádjával letartóztatták. Két évig, 1940-ig az NKVD felügyelete alatt működő zárt tervezőirodában, a CKB–29-ben dolgozott fogvatartottként Vlagyimir Petljakov csoportjában, ahol a 100-as gyártmányon (a későbbi Pe–2 zuhanóbombázón) dolgozott.  Petljakov 1942-es halála után egy ideig a 22. sz. repülőgépgyár (napjainkban: Hrunyicsev Gépgyár) tervezőirodáját vezette, majd más repülőgépgyárakban végzett konstruktőri munkát.
1943-tól 1951-ig a Zsukovszkij Repülő Akadémián oktatott.  1944-ban bemutatott egy szárnytervet, a háromszögletű szárnyat hangsebesség feletti repülésre javasolta. 1952-ben ismét letartóztatták. 1955-től a Tupoljev tervezőiroda munkatársa volt.
1956–1959 között a Tupoljev tervezőiroda Kujbisevi Repülőgépgyárban működő kirendeltségét vezette. Ott Putyilov irányításával készült el Tu–98LL repülő laboratórium, amelyet az eredetileg a Tu–22-es bombázóhoz és a Tu–123 robotrepülőgéphez szánt NK–6 utánégetős gázturbinás sugárhajtómű tesztelése céljából építettek. (A hajtómű sorozatgyártása végül nem indult el.) Később Putyilov vezetésével folyt a Tu–126-os légtérellenőrző repülőgép fejlesztése is. Ugyancsak Kujbisevben hozzá kapcsolódik a Tu–114 utasszállító repülőgép farokrszészének  tervezése.
1961-ben a Voronyezsi Repülőgépgyárba küldték, ahol a Tupoljev tervezőiroda ottani kirendeltségének a megszervezésével bízták meg. Egyúttal ő lett a kirendeltségének a vezetője és 1970-ig töltötte be ezt a posztot. Voronyezsben Putyilov irányította a Tu–128 nehéz vadászrepülőgép kiképző változatának, a Tu–128UT-nek a fejlesztését és a sorozatgyártásra történő előkészítését. Később a Voronyezsi Repülőgépgyárban Putyilov irányításával folyt a Tu–144 szuperszonikus utasszállító repülőgép sorozatgyártásának megszervezése.